# 李英國
李英國（朝鲜语：／ I Yŏngkuk，1962年—），脫北者，朝鮮民主主義人民共和國前任領導人金正日的保鏢。有感於北韓社會特別是領導人身邊嚴苛而充滿恐懼的生活，曾試圖逃離北韓，於1994年被捕並囚禁於耀德集中營數年。後仍逃離北韓，來到韓國。現任韓國媒體評論員。
李英國因其特殊身份而披露了一些北韓高層內幕，如大量存在的朝鮮領導人官邸。